# Vera Zvonariova
Vera Ígorevna Zvonariova (en ruso: Вера Игоревна Звонарёва (escucharⓘ); Moscú, 7 de septiembre de 1984) es una jugadora de tenis profesional rusa. En octubre de 2010 alcanzó su mejor clasificación, al llegar al puesto número 2 del escalafón mundial de la WTA.
Participó en los Juegos Olímpicos de Pekín 2008 representando a Rusia, obteniendo la medalla de bronce en la categoría individual tras ser derrotada en semifinales por su compatriota Elena Dementieva y vencer a la china Li Na en la lucha por el bronce.

## Biografía
Vera Zvonariova nació el 7 de septiembre de 1984 en Moscú, sus padres son Ígor Zvonariov, jugador de hockey ruso y campeón con el Dinamo de Moscú, y Natáliya Bykova jugadora de hockey y ganadora de la medalla de bronce en los Juegos Olímpicos de Moscú 1980. Vera fue llevada por su madre a los seis años a una escuela de tenis.

## Vida personal
En 2007, Zvonareva se graduó de la Universidad Estatal Rusa de Educación Física con una licenciatura en Educación Física. Estudió un segundo grado en relaciones económicas internacionales en la Academia Diplomática del Ministerio de Relaciones Exteriores en Moscú.
El 23 de agosto de 2016, Zvonareva anunció su matrimonio. Su esposo, Alexander Kucher, es un ex oficial que trabajó en la administración del Óblast de Moscú y actualmente trabaja en la división de logística de la ferretería alemana OBI. Su hija Evelina nació en el 2016.

### Problemas legales
En el marco de la invasión rusa de Ucrania, en la que está prohibido la entrada a varios tenista rusos y bielorrusos en algunos torneos alrededor del mundo, la Guardia Fronteriza polaca impidió el ingreso a Polonia de la tenista rusa, debido a que Vera Zvonareva estaba utilizando una visa falsa de Francia, la cual intentó ingresar al país en un vuelo de Belgrado a Varsovia, para disputar el Abierto WTA de Varsovia 2023, dijo el ministerio en un comunicado.

## Torneos de Grand Slam

### Individual

#### Finalista (2)
| Año  | Campeonato       | Oponente en la final | Resultado |
| 2010 | Wimbledon        | Serena Williams      | 3-6, 2-6  |
| 2010 | Abieto de EE.UU. | Kim Clijsters        | 2-6, 1-6  |

### Dobles

#### Títulos (3)
| Año  | Torneo               | Pareja              | Oponentes en la final            | Resultado     |
| 2006 | Abieto de EE.UU.     | Nathalie Dechy      | Dinara Sáfina Katarina Srebotnik | 7-6(5), 7-5   |
| 2012 | Abierto de Australia | Svetlana Kuznetsova | Sara Errani Roberta Vinci        | 5-7, 6-4, 6-3 |
| 2020 | Abieto de EE.UU.     | Laura Siegemund     | Nicole Melichar Xu Yifan         | 6-4, 6-4      |

#### Finalista (1)
| Año  | Torneo    | Pareja         | Oponentes en la final         | Resultado   |
| 2010 | Wimbledon | Yelena Vesnina | Vania King Yaroslava Shvédova | 6-7(6), 2-6 |

### Dobles mixto

#### Títulos (2)
| Año  | Torneo           | Pareja    | Oponentes en la final        | Resultado |
| 2004 | Abieto de EE.UU. | Bob Bryan | Alicia Molik Todd Woodbridge | 6-3, 6-4  |
| 2006 | Wimbledon        | Andy Ram  | Bob Bryan Venus Williams     | 6-3, 6-2  |

## Títulos WTA (27; 12+15)

### Individual (12)
| Leyenda                                        |
| ---------------------------------------------- |
| Grand Slam (0)                                 |
| Juegos Olímpicos (0)                           |
| WTA Tour Championships/Finals (0)              |
| Tier I, P. Mandatory & Premier 5, WTA 1000 (1) |
| Tier II, Premier, WTA 500 (1)                  |
| Tier III & IV, International, WTA 250 (10)     |

| N.º | Fecha                    | Torneo       | Superficie    | Oponente en la final | Resultado        |
| 1.  | 4 de mayo de 2003        | Bol          | Tierra batida | Conchita Martínez    | 6-1, 6-3         |
| 2.  | 21 de febrero de 2004    | Memphis      | Dura (i)      | Lisa Raymond         | 4-6, 6-4, 7-5    |
| 3.  | 19 de febrero de 2005    | Memphis      | Dura (i)      | Meghann Shaughnessy  | 7-6(3), 6-2      |
| 4.  | 18 de junio de 2006      | Birmingham   | Hierba        | Jamea Jackson        | 7-6(12), 7-6(5)  |
| 5.  | 23 de julio de 2006      | Cincinnati   | Dura          | Katarina Srebotnik   | 6-2, 6-4         |
| 6.  | 4 de mayo de 2008        | Praga        | Tierra batida | Victoria Azarenka    | 7-6(2), 6-2      |
| 7.  | 21 de septiembre de 2008 | Guangzhou    | Dura          | Shuai Peng           | 6-7(4), 6-0, 6-2 |
| 8.  | 15 de febrero de 2009    | Pattaya City | Dura          | Sania Mirza          | 7-5, 6-1         |
| 9.  | 22 de marzo de 2009      | Indian Wells | Dura          | Ana Ivanović         | 7-6(5), 6-2      |
| 10. | 14 de febrero de 2010    | Pattaya City | Dura          | Tamarine Tanasugarn  | 6-4, 6-4         |
| 11. | 26 de febrero de 2011    | Doha         | Dura          | Caroline Wozniacki   | 6-4, 6-4         |
| 12. | 24 de julio de 2011      | Bakú         | Dura          | Ksenia Pervak        | 6-1, 6-4         |

#### Finalista (18)
- 2002: Palermo (pierde ante Mariana Díaz Oliva)
- 2004: Cincinnati (pierde ante Lindsay Davenport)
- 2004: Philadelphia (pierde ante Amélie Mauresmo)
- 2006: Auckland (pierde ante Marion Bartoli)
- 2007: Auckland (pierde ante Jelena Janković)
- 2008: Hobart (pierde ante Eleni Daniilidou)
- 2008: Doha (pierde ante (María Sharápova)
- 2008: Charleston (pierde ante Serena Williams)
- 2008: Moscú (pierde ante Jelena Janković)
- 2008: Linz (pierde ante Ana Ivanović)
- 2008: WTA Tour Championships (pierde ante Venus Williams)
- 2010: Charleston (pierde ante Samantha Stosur)
- 2010: Wimbledon (pierde ante Serena Williams)
- 2010: Montreal (pierde ante Caroline Wozniacki)
- 2010: Abierto de EE.UU. (pierde ante Kim Clijsters)
- 2010: Pekín (pierde ante Caroline Wozniacki)
- 2011: San Diego (pierde ante Agnieszka Radwańska)
- 2011: Tokio (pierde ante Agnieszka Radwańska)

### Dobles (16)
| Leyenda                                        |
| ---------------------------------------------- |
| Grand Slam (3)                                 |
| Juegos Olímpicos (0)                           |
| WTA Tour Championships/Finals (1)              |
| Tier I, P. Mandatory & Premier 5, WTA 1000 (4) |
| Tier II, Premier, WTA 500 (2)                  |
| Tier III & IV, International, WTA 250 (6)      |

| N.º | Fecha                    | Torneo                | Superficie    | Pareja                | Oponentes en la final                | Resultado        |
| 1.  | 10 de octubre de 2004    | Moscú                 | Dura (i)      | Anastasiya Myskina    | Virginia Ruano Paola Suárez          | 6-3, 4-6, 6-2    |
| 2.  | 2 de mayo de 2005        | Berlín                | Tierra batida | Elena Likhovtseva     | Cara Black Liezel Huber              | 4-6, 6-4, 6-3    |
| 3.  | 2 de enero de 2006       | Auckland              | Dura          | Elena Likhovtseva     | Émilie Loit Barbora Strýcová         | 6-3, 6-4         |
| 4.  | 28 de agosto de 2006     | Abierto de EE.UU.     | Dura          | Nathalie Dechy        | Dinara Sáfina Katarina Srebotnik     | 7-6(5), 7-5      |
| 5.  | 21 de marzo de 2009      | Indian Wells          | Dura          | Victoria Azarenka     | Gisela Dulko Shahar Peer             | 6-4, 3-6, [10-5] |
| 6.  | 26 de enero de 2012      | Abierto de Australia  | Dura          | Svetlana Kuznetsova   | Sara Errani Roberta Vinci            | 5-7, 6-4, 6-3    |
| 7.  | 4 de febrero de 2018     | San Petersburgo       | Dura (i)      | Timea Bacsinszky      | Alla Kudryavtseva Katarina Srebotnik | 2-6, 6-1, [10-3] |
| 8.  | 29 de julio de 2018      | Moscú (International) | Tierra batida | Anastasia Potapova    | Alexandra Panova Galina Voskoboeva   | 6-0, 6-3         |
| 9.  | 24 de febrero de 2019    | Budapest              | Dura (i)      | Ekaterina Alexandrova | Fanny Stollár Heather Watson         | 6-4, 4-6, [10-7] |
| 10. | 11 de septiembre de 2020 | Abierto de EE.UU.     | Dura          | Laura Siegemund       | Nicole Melichar Xu Yifan             | 6-4, 6-4         |
| 11. | 6 de marzo de 2022       | Lyon                  | Dura (i)      | Laura Siegemund       | Alicia Barnett Olivia Nicholls       | 7-5, 6-1         |
| 12. | 3 de abril de 2022       | Miami                 | Dura          | Laura Siegemund       | Veronika Kudermétova Elise Mertens   | 7-6(3), 7-5      |
| 13. | 5 de agosto de 2023      | Washington            | Dura          | Laura Siegemund       | Alexa Guarachi Monica Niculescu      | 6-4, 6-4         |
| 14. | 30 de septiembre de 2023 | Ningbo                | Dura          | Laura Siegemund       | Guo Hanyu Jiang Xinyu                | 4-6, 6-3, [10-5] |
| 15. | 22 de octubre de 2023    | Nanchang              | Dura          | Laura Siegemund       | Eri Hozumi Makoto Ninomiya           | 6-4, 6-2         |
| 16. | 6 de noviembre de 2023   | Cancún                | Dura          | Laura Siegemund       | Nicole Melichar Ellen Perez          | 6-4, 6-4         |

#### Finalista (6)
- 2003: Moscú (junto a Anastasiya Myskina pierden ante Nadia Petrova y Meghann Shaughnessy).
- 2004: Memphis (junto a María Sharápova pierden ante Asa Svensson y Meilen Tu).
- 2005: Eastbourne (junto a Elena Likhovtseva pierden ante Lisa Raymond y Rennae Stubbs).
- 2005: Standford (junto a Elena Likhovtseva pierden ante Cara Black y Rennae Stubbs).
- 2008: Standford (junto a Yelena Vesnina pierden ante Cara Black y Liezel Huber).
- 2010: Wimbledon (junto a Yelena Vesnina pierden ante Vania King y Yaroslava Shvédova).

## Clasificación en torneos del Grand Slam

### Individual
| Torneo                 | 2002 | 2003 | 2004 | 2005 | 2006 | 2007 | 2008 | 2009 | 2010 | 2011 | 2012 | 2013 | 2014 | 2015 | Títulos | G-P   |
| ---------------------- | ---- | ---- | ---- | ---- | ---- | ---- | ---- | ---- | ---- | ---- | ---- | ---- | ---- | ---- | ------- | ----- |
| Australian Open        | -    | 1R   | 4R   | 2R   | 1R   | 4R   | 1R   | SF   | 4R   | SF   | 3R   | A    | 1R   | 2R   | 0       | 23-11 |
| Roland Garros          | 4R   | CF   | 3R   | 3R   | 1R   | 4R   | 4R   | A    | 2R   | 4R   | A    | A    | A    | A    | 0       | 21-9  |
| Wimbledon              | 2R   | 4R   | 4R   | 2R   | 1R   | -    | 2R   | 3R   | F    | 3R   | 3R   | A    | 3R   | A    | 0       | 23-11 |
| US Open                | 3R   | 3R   | 4R   | A    | 3R   | 3R   | 2R   | 4R   | F    | CF   | A    | A    | A    | A    | 0       | 25-9  |
| WTA Tour Championships | A    | A    | RR   | A    | A    | A    | F    | RR   | SF   | SF   | A    | A    | A    | A    | 0       | 8-9   |